# 二分法 (數學)
二分法（英語：Bisection method），是一種方程式根的近似值求法，屬於簡化版的調日法。

## 演算法
若要求已知函數 f(x) = 0 的根 (x 的解)，則:
1. 先找出一個區間 [a, b]，使得f(a)与f(b)异号。根据介值定理，这个区间内一定包含著方程式的根。
2. 求該區間的中點{\displaystyle m={\frac {a+b}{2}}}，並找出 f(m) 的值。
3. 若 f(m) 與 f(a) 正負號相同則取 [m, b] 為新的區間, 否則取 [a, m].
4. 重複第2和第3步至理想精確度為止。

## 例子
例: 求方程 {\displaystyle \sinh x=\cos x\!} 的解, 其中 sinh 是雙曲正弦、cos 是餘弦 及 x 以弧度量度.
1. 定義 f(x) = {\displaystyle \sinh x-\cos x\!}。因此這裏是要求 f(x) = 0 的根。
2. 畫出 y = f(x) 可大約得知其根約在 0.5 和 1 之間，故使初始區間的 [0.5, 1]。
3. 此區間之中點為 0.75。
4. 因 f(0.5) ≈ -0.3565, f(0.75) ≈ 0.0906，其正負號不同，故令新區間為 [0.5, 0.75]
5. 又新區間的中點為 0.625, 而 f(0.625) ≈ -0.1445, 與 f(0.5) 正負號相同，故新區間為 [0.625, 0.75]。
6. 不斷重複運算即得 f(x) = 0 的根約為 0.7033。

## 偽代碼
二分法可用伪代码表示如下：
```
輸入 f(x) 的定義
輸入 a 和 b 為初始區間
輸入 e 為目標誤差
```

```
 
REPEAT
:

   
m
:=
 
(
a
 
+
 
b
)
 
/
 
2

   
IF
 
f
(
m
)
 
*
 
f
(
a
)
 
<
 
0
 
THEN

     
b
 
:=
 
m

   
ELSE

     
a
 
:=
 
m

 
UNTIL
 
(
b
-
a
)
 
/
 
2
 
<
 
e

```